# Jason Mercier
Jason Mercier (Fort Lauderdale, 11 december 1986) is een Amerikaans professioneel pokerspeler. Hij won onder meer het €4.700 No Limit Hold'em-toernooi van de European Poker Tour Sanremo  (goed voor $1.372,893,- aan prijzengeld), het $1.500 Pot Limit Omaha-toernooi van de World Series of Poker 2009 ($237.462,-), het $5.000 Pot Limit Omaha - Six Handed-toernooi van de World Series of Poker 2011 ($619.575,-), het $5.000 No-Limit Hold'em 6-Handed-toernooi van de World Series of Poker 2015 ($633.357,-) en zowel het het 10.000 2-7 Draw Lowball Championship als het $10.000 H.O.R.S.E. Championship van de World Series of Poker 2016 ($273.335,- en  $422.874,-).
Mercier speelde zich in 2016 in totaal elf keer naar een geldprijs op een WSOP titel-evenement, waarbij hij zijn vierde en vijfde WSOP-toernooi won en in twee andere ook de finaletafel bereikte. Zijn resultaten bezorgden hem op het einde van het WSOP-seizoen de titel WSOP Player of the Year 2016. Mercier verdiende tot en met mei 2021 meer dan $19.750.000,- in pokertoernooien (cashgames niet meegerekend). Hij is lid van Team PokerStars en werd in januari 2010 verkozen tot Bluff Magazine Player of the Year 2009. Online speelt hij onder de naam treysfull21.

## WSOP
| Jaar                       | Toernooi                              | Prijs      |
| -------------------------- | ------------------------------------- | ---------- |
| World Series of Poker 2009 | $1.500 Pot Limit Omaha                | $237.415,- |
| World Series of Poker 2011 | $5.000 Pot Limit Omaha - Six Handed   | $619.575,- |
| World Series of Poker 2015 | $5.000 No-Limit Hold'em 6-Handed      | $633.357,- |
| World Series of Poker 2016 | $10.000 2-7 Draw Lowball Championship | $273.335,- |
| World Series of Poker 2016 | $10.000 H.O.R.S.E. Championship       | $422.874,- |
| World Series of Poker 2023 | $1.500 No Limit 2-7 Lowball Draw      | $151.276,- |

## Wapenfeiten

### Titels
Behalve zijn WSOP- en EPT-titels won Mercier verschillende andere prestigieuze pokerevenementen. Zo won hij onder meer:
- het £20.000 High Roller Event - No Limit Hold'em van de European Poker Championships 2008 ($944.847,-).
- het $1.500 Pot Limit Omaha-toernooi van de L.A. Poker Classic 2009 ($35.577,-)
- het $1.000 No Limit Hold'em-toernooi van The Wynn Classic 2009 ($81.480,-)
- het £2.500 No Limit Hold'em-toernooi van de EPT London 2009 ($184.348,-)
- het $5.000 H.O.R.S.E.-toernooi van de Doyle Brunson Five Diamond World Poker Classic 2009 ($100.280,-)
- het $1.000 No Limit Hold'em - Deepstack-toernooi van het Southern Poker Championship 2010 ($60.818,-)
- de $25.000 No Limit Hold'em - Bounty Shootout van de Pokerstars North American Poker Tour 2010 ($475.000,-)
- de $10.000 No Limit Hold'em - High Roller Bounty Shootout van de NAPT Uncasville 2011 ($246.600,-)
- de Grand Final van het EPT 7 Champion of Champions Event in 2011 ($74.212,-)
- de WPT Alpha8 - Saint Kitts $100.000 No Limit Texas Hold'em Super High Roller in 2014 ($727.500,-)
- de Seminole Hard Rock Poker Showdown $25.400 No Limit Hold'em High-Roller in 2015 ($517.187,-)
- de Seminole Hard Rock Poker Showdown $25.500 No Limit Hold'em High-Roller in 2017 ($749.600,-)

### Grote cashes
Daarnaast won Mercier hoge prijzengelden met onder meer zijn:
- achtste plaats in het £5.000 Pot Limit Omaha-toernooi van de World Series of Poker Europe 2008 ($48.763,-)
- vierde plaats in het $5.000 No Limit Hold'em-toernooi van de L.A. Poker Classic 2009 ($71.392,-)
- tweede plaats in het $1.000 Pot Limit Omaha-toernooi van The Wynn Classic 2009 ($35.211,-)
- tweede plaats in het €1.000 No Limit Hold'em-toernooi van de EPT Barcelona 2009 (38.913,-)
- vierde plaats in het £10.000 No Limit Hold'em - World Championship Event van de World Series Of Poker Europe 2009 ($440.620,-)
- derde plaats in het $ 10,000 Pot Limit Omaha-toernooi van het Festa al Lago 2009 (31.040,-)
- vijfde plaats in het $20.000 No Limit Hold'em NBC National Heads-Up Championship 2010 ($75.000,-)
- tiende plaats in het $10.000 Pot Limit Omaha Championship van de World Series of Poker 2010 ($50.867,-)
- derde plaats in het £2.000 European 8-Game Championship van de EPT London 2010 ($30.782,-)
- zevende plaats in het $4.750 No Limit Hold'em - Main Event van de North American Poker Tour 2010 ($84.857,-)
- achtste plaats in het $25.000 No Limit Hold'em - High Roller Event van het PokerStars Caribbean Adventure 2011 ($129.480,-)